# Lamborghini Murciélago R-GT

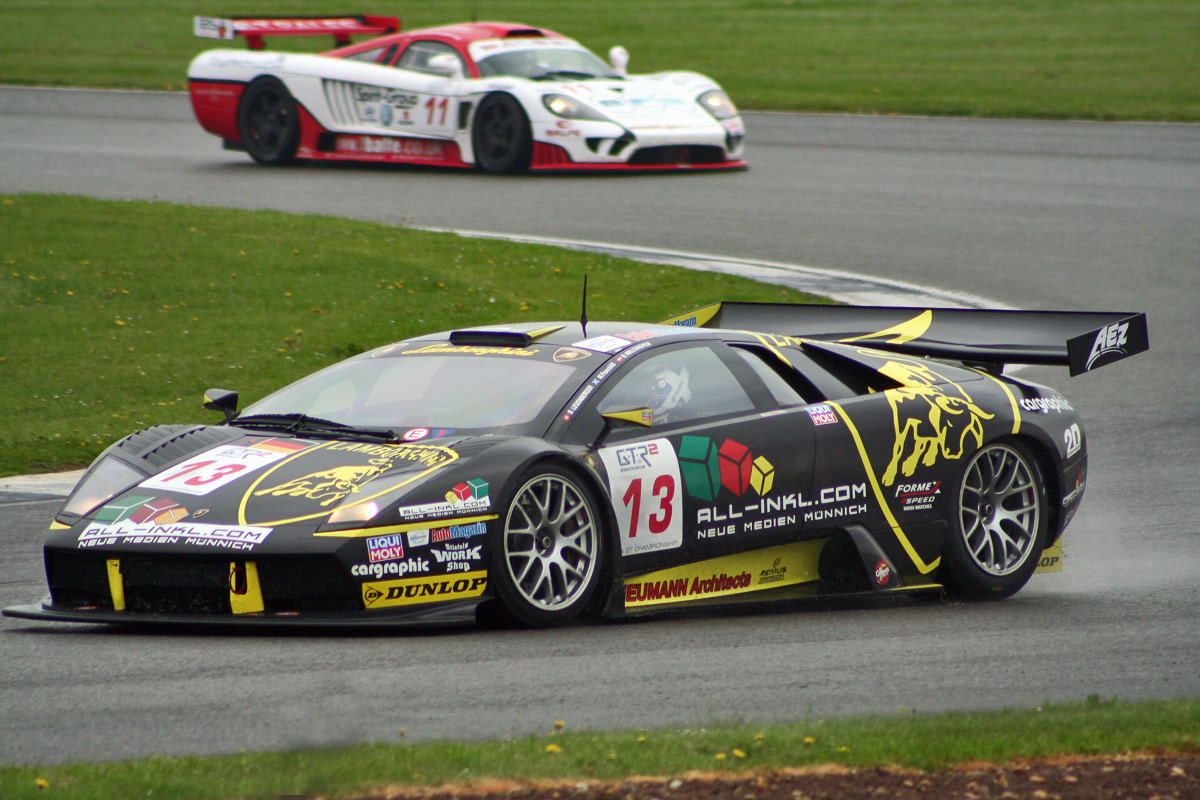
Murciélago R-GT von Reiter Engineering in Silverstone 2006

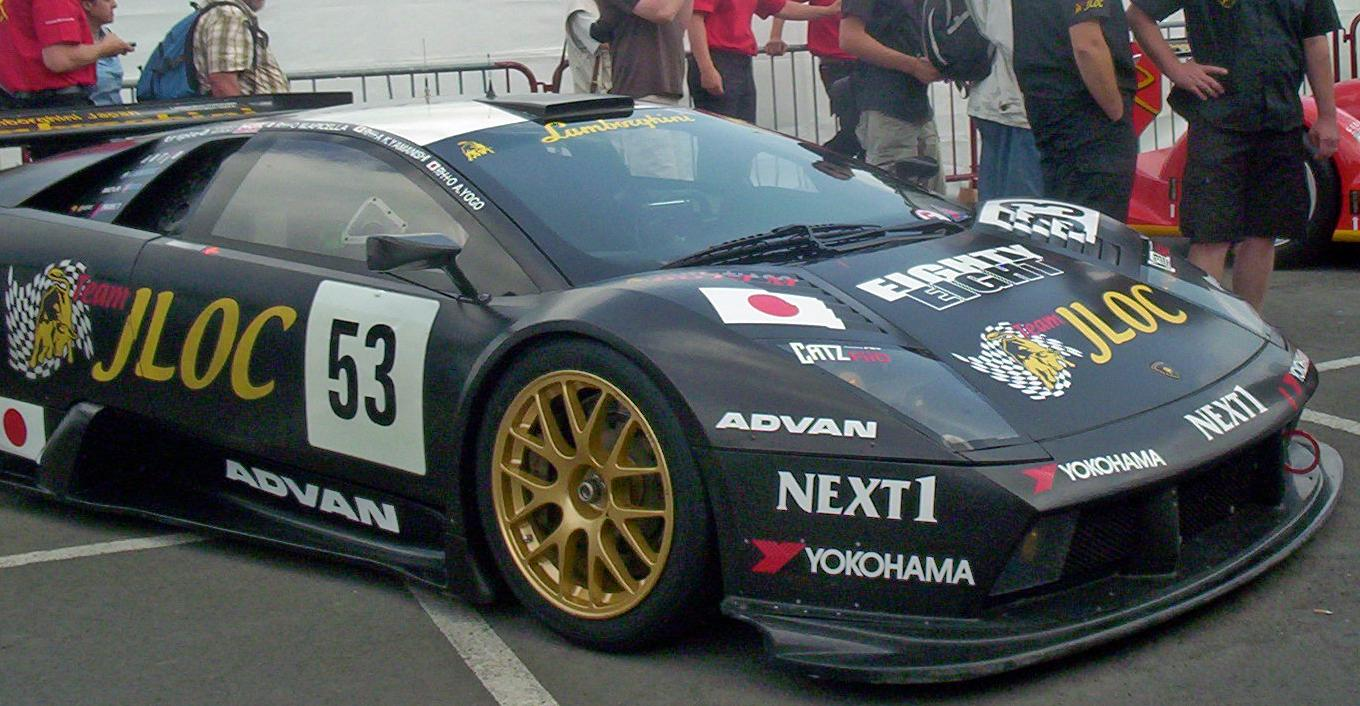
Murciélago R-GT von JLOC beim 24-Stunden-Rennen von Le Mans 2007

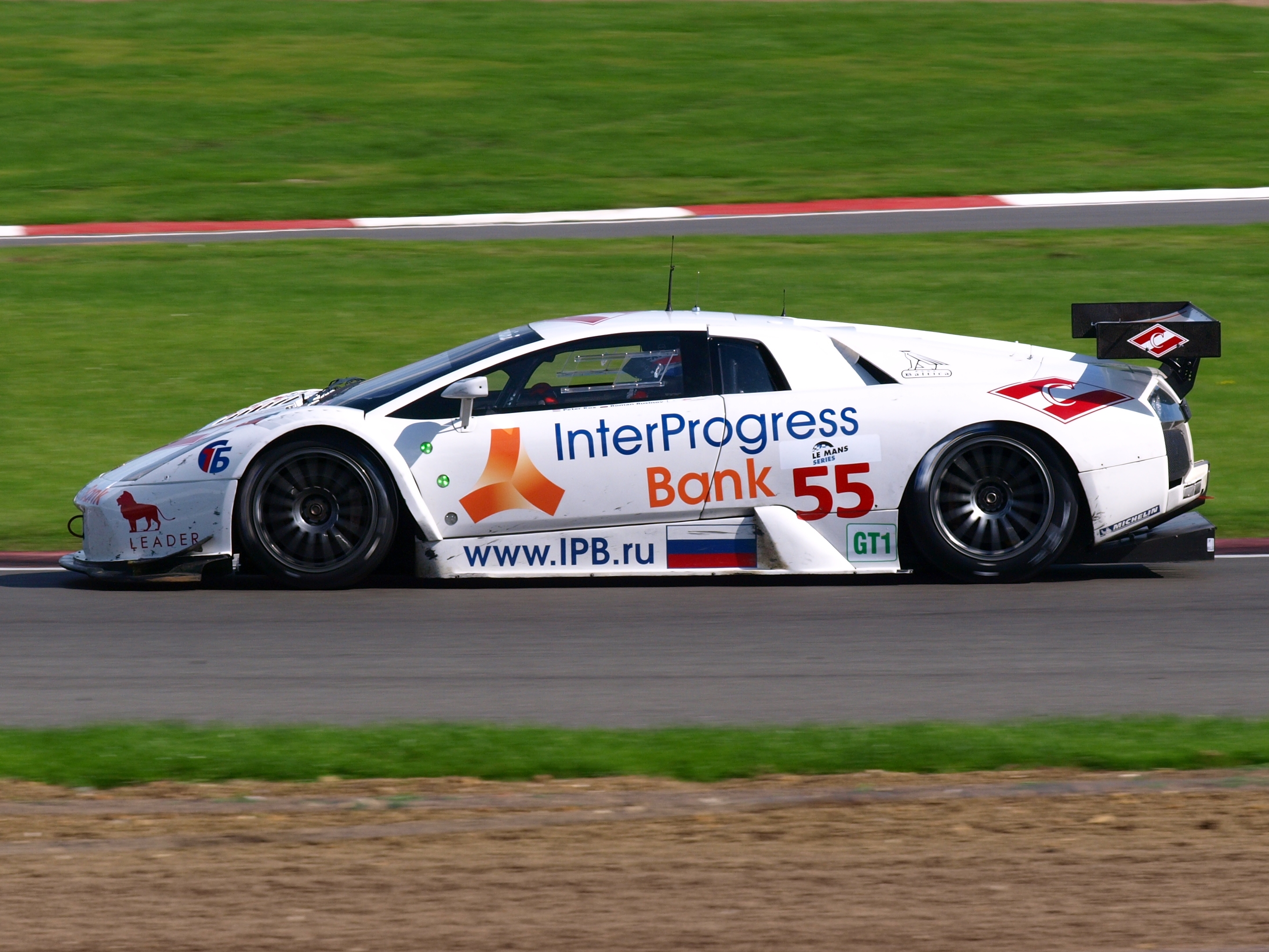
Lamborghini Murciélago R-GT von IPB Spartak Racing beim 1000-km-Rennen von Silverstone 2008

Der Lamborghini Murciélago R-GT ist ein Gran-Turismo-Rennwagen der Gruppe GT1, der von Reiter Engineering und der Audi-Sportabteilung entwickelt wurde.

## Geschichte
Reiter Engineering brachte bereits 2000 mit dem Lamborghini Diablo GT einen eigens für die FIA-GT-Meisterschaft entwickelten Lamborghini-Rennwagen auf die Rennstrecke. Als Nachfolger wurde 2003 mit Unterstützung von Audi der Murciélago R-GT auf Basis des Lamborghini Murciélago entwickelt. Um das Fahrzeug an das Reglement der FIA und des ACO anzupassen, wurde der V12-Motor aus dem Murciélago auf sechs Liter Hubraum verkleinert und die Motorleistung durch einen Luftmengenbegrenzer gedrosselt. Zusätzlich musste der Allradantrieb entfernt und das Fahrzeug auf Hinterradantrieb umgerüstet werden. Das Leergewicht konnte durch Verwendung von Karosserieteilen aus kohlenstofffaserverstärktem Kunststoff auf 1100 Kilogramm gesenkt werden. An der Karosserie wurden zur Verbesserung der Luftumströmung ein großer Heckflügel und andere aerodynamische Teile angebracht. Der Murciélago R-GT wurde 2003 auf der IAA in Frankfurt am Main erstmals der Öffentlichkeit vorgestellt und zu einem Preis von 500.000 Euro Kundenteams zum Verkauf angeboten.
Beim letzten Lauf der FIA-GT-Meisterschaft 2003 in Monza brachte Reiter Engineering den Murciélago R-GT erstmals an die Rennstrecke. Rinaldo Capello und Tom Kristensen absolvierten mit dem Fahrzeug zwar das erste Qualifying, traten zum Rennen aber nicht mehr an. Beim zweiten Lauf der FIA-GT-Meisterschaft 2004 in Valencia trat Reiter Engineering nun erstmals zu einem Rennen an. Oliver Gavin und Peter Kox erzielten mit dem dritten Rang auf Anhieb eine Podiumsplatzierung. Bei den letzten vier Saisonrennen der FIA-GT-Meisterschaft setzte DAMS als erstes Kundenteam zwei Murciélago R-GT ein, hatte jedoch mit technischen Problemen zu kämpfen und erzielte keine Punkte. Der Murciélago R-GT fand auch den Weg in die Vereinigten Staaten, wo Krohn-Barbour Racing anfangs einen und später auch einen zweiten Murciélago R-GT in der American Le Mans Series einsetze. Erfolge blieben jedoch aus, da sich die Fahrzeuge als wenig standfest erwiesen. DAMS und Krohn-Barbour Racing beendeten ihr Engagement mit dem Murciélago R-GT daher nach Ende der Saison schon wieder.
Reiter Engineering setzte den Murciélago R-GT 2005 bei einigen Rennen der FIA-GT-Meisterschaft ein. Jedoch verhinderte die mangelhafte Zuverlässigkeit gute Resultate und so blieb der achte Platz von Peter Kox und Gianni Morbidelli in Oschersleben, der einen Meisterschaftspunkt einbrachte, der einzige zählbare Erfolg. Im gleichen Jahr brachte Reiter Engineering sein Fahrzeug auch beim 1000-Kilometer-Rennen von Monza im Rahmen der Le Mans Series an den Start. Peter Kox und Norman Simon demonstrierten bei diesem Rennen das Potenzial des Murciélago R-GT und lagen innerhalb ihrer Klasse in Führung, fielen jedoch weniger als eine Stunde vor Rennende wegen Motorschadens aus. Beim gleichen Rennen trat auch JLOC aus der Japanischen GT-Meisterschaft an, konnte das Rennen aber ebenfalls nicht beenden.
In der FIA-GT-Meisterschaft trat Reiter Engineering ab 2006 unter dem Namen seiner Sponsoren an, anfangs als B-Racing RS Line Team und später als All-Inkl.com Racing. Erneut hatte das Team mehrere Ausfälle zu verzeichnen. Bestes Ergebnis war der sechste Platz von Christophe Bouchut und Peter Kox beim zweiten Lauf in Brünn. Es folgten nur noch zwei weitere Punkteplatzierungen, die durch zwei achte Plätze in Dijon und auf dem Hungaroring erreicht wurden. Reiter Engineering startete auch beim 1000-Kilometer-Rennen von Spa-Francorchamps, bei dem allerdings nur eine Runde absolviert werden konnte. Im selben Jahr hatte der Murciélago R-GT in den Händen der JLOC-Piloten Marco Apicella, Kōji Yamanishi und Yasutaka Hinoi sein Debüt beim 24-Stunden-Rennen von Le Mans. Das Rennen verlief für JLOC nicht problemlos, doch hielt sich das Team lange Zeit im Rennen. Dennoch wurde JLOC nicht klassiert, da der Murciélago R-GT die letzte Runde nicht beenden konnte.
Zur Saison 2007 überarbeitete Reiter Engineering den Murciélago R-GT, wodurch die Zuverlässigkeit entschieden verbessert wurde. Dieser Aufwand machte sich schon bald bezahlt, als Christophe Bouchut und Stefan Mücke des Auftaktrennen der FIA-GT-Meisterschaft in Zhuhai für sich entschieden und damit den ersten Rennsieg mit einem Murciélago R-GT erzielten. Auf einen zweiten Platz beim dritten Lauf in Bukarest folgten noch einige weitere Punkteplatzierungen, sodass Reiter Engineering den siebten Platz in der Teamwertung erreichen konnte. Marco Apicella, Kōji Yamanishi und Atsushi Yogō gingen erneut für JLOC beim 24-Stunden-Rennen von Le Mans an den Start, kamen aber nicht über eine Runde hinaus.
Ab 2008 ging Reiter Engineering mit seinen Murciélago R-GT nun nicht mehr unter eigenem Namen an den Start, sondern konzentrierte sich auf die Unterstützung des russischen Teams IPB Spartak Racing. Nach einem eher schwachen Saisonstart in der FIA-GT-Meisterschaft konnten alleine beim 24-Stunden-Rennen von Spa-Francorchamps insgesamt acht Punkte erreicht werden. Die Spartak-Racing-Piloten Jan Lammers, Peter Kox, Roman Russinow und Tomáš Enge lagen in der Wertung nach zwölf Stunden bereits auf Platz vier und bei Rennende schließlich noch auf Rang fünf in ihrer Klasse. Bei den folgenden beiden Rennen in Budapest konnte erneut gepunktet werden und so erreichte das Team den achten Platz in der Teamwertung. IPB Spartak Racing bestritt im gleichen Jahr auch die Le Mans Series, in der das Team bei drei von fünf Saisonrennen das Podium erreichte und in der Teamwertung schließlich den dritten Platz belegte. Als einziges Team mit einem Lamborghini Murciélago R-GT trat IPB Spartak Racing auch beim 24-Stunden-Rennen von Le Mans an. Das Rennen verlief für Peter Kox, Mike Hezemans und Roman Russinow allerdings nicht problemlos und so kam es, dass ihnen bei Rennende exakt eine Runde fehlte, um in die Wertung aufgenommen zu werden.
IPB Spartak Racing erzielte beim Saisonauftakt der Le Mans Series 2009 mit Roman Russinow und Peter Kox erstmals einen Klassensieg. Es folgte der zweite Klassenrang beim 1000-Kilometer-Rennen von Spa-Francorchamps von Peter Kox, Filip Salaquarda und Erik Janiš. Anschließend beendete IPB Spartak Racing sein Engagement mit dem Murciélago R-GT nach nur zwei in dieser Saison absolvierten Rennen wieder. Aufgrund fehlender Konkurrenz reichten diese beiden Resultate dennoch aus, um in der Teamwertung noch den dritten Platz zu verteidigen. Das japanische Team JLOC kehrte 2009 wieder mit einem Lamborghini Murciélago R-GT zum 24-Stunden-Rennen von Le Mans zurück, bei dem Atsushi Yogo, Yutaka Yamagishi und Marco Apicella allerdings nach nur einer Runde ausfielen. Erfolgreicher verlief für das Team die Teilnahme an der neugegründeten Asian Le Mans Series, die in zwei Rennen in Okayama ausgetragen wurde. Atsushi Yogo und Hiroyuki Iiri erzielten beim ersten Rennen den Klassensieg und erreichten den zweiten Klassenrang beim zweiten Rennen, wodurch sie die Meisterschaft in der Klasse GT1 für sich entschieden.
Durch diesen Erfolg qualifizierte sich JLOC für das 24-Stunden-Rennen von Le Mans 2010. 2010 stelle Reiter Engineering für die neue FIA-GT1-Weltmeisterschaft das Nachfolgemodell Murciélago LP670 R-SV vor.